# Daniel Hugh Kelly
Pour les articles homonymes, voir Kelly.
Daniel Hugh Kelly est un acteur américain, né le 10 août 1952 à Elizabeth, New Jersey (États-Unis).

## Filmographie

### Acteur

#### Cinéma
- 1983 : Cujo de Lewis Teague : Vic Trenton
- 1987 : Nowhere to Hide (en) de Mario Azzopardi : Rob Cutter
- 1987 : Traquée (Someone to Watch Over Me) de Ridley Scott : Scotty
- 1993 : Le Bon Fils (The Good Son) de Joseph Ruben : Wallace Evans
- 1995 : Duo mortel (Bad Company) de Damian Harris : Les Goodwin
- 1998 : Star Trek : Insurrection de Jonathan Frakes : Sojef
- 1999 : 50 degrés Fahrenheit (Chill Factor) de Hugh Johnson : Colonel Leo Vitelli
- 2000 : Sex & manipulations (The In Crowd) de Mary Lambert : Docteur Henry Thompson
- 2001 : Guardian de John Terlesky : Agent Taylor
- 2005 : American Gun de Aric Avelino : Don
- 2006 : Once Not Far from Home (court métrage) de Ben Van Hook : Le père
- 2012 : God's Country (en) de Chris Armstrong : Randolph Whitaker
- 2013 : Devil May Call (en) de Jason Cuadrado : Tony
- 2013 : The Monkey's Paw (en) de Brett Simmons : Gillespie
- 2013 : Mischief Night (en) de Richard Schenkman : David
- 2014 : Red Velvet Cake (court métrage) de Sarah B. Downey : Spencer
- 2015 : ToY de Patrick Chapman : Steven
- 2015 : Sex, Death and Bowling (en) de Ally Walker : Dick McAllister
- 2016 : Holiday Breakup de Temple Mathews : William
- 2019 : Crazy Alien de Ning Hao : Le président des États-Unis

#### Télévision

##### Séries télévisées
- 1980 : Murder Ink : Lou Ireland
- 1978-1981 : Ryan's Hope : Frank Ryan (491 épisodes)
- 1983 : Chicago Story (en) : Détective Frank Wajorski (13 épisodes)
- 1983-1986 : Le Juge et le Pilote (Hardcastle and McCormick) : Mark « Skid » McCormick (67 épisodes)
- 1987 : Nutcracker: Money, Madness & Murder : Mike George (mini-série, 3 épisodes)
- 1987-1988 : I Married Dora (en) : Peter Farrell (13 épisodes)
- 1991 : Les 100 Vies de Black Jack Savage (The 100 Lives of Black Jack Savage) : (7 épisodes)
- 1995 : Dark Eyes : Michael McGann (épisode pilote)
- 1995-2005 : New York, police judiciaire (Law & Order) : Kevin Crossley / Julian Spector / Lawrence Garber / Leland Barnes (4 épisodes)
- 1996-1997 : La Famille du Bonheur (Second Noah) : Noah Beckett (21 épisodes)
- 1998 : De la Terre à la Lune (From the Earth to the Moon) : Gene Cernan (5 épisodes)
- 1998 : Oh Baby (en) : Grant (épisode pilote)
- 1999 : Au-delà du réel : L'aventure continue (The Outer Limits) : Alex Buchanan (saison 5, épisode 19 : Mal-aimé)
- 2000 : Destins croisés (Twice in a Lifetime) : Rex Stanford / Charles (saison 1, épisode 16)
- 2001 : Walker, Texas Ranger : Tim Preston (saison 9, épisode 16 : Six heures chrono)
- 2001-2002 : Ponderosa (en) : Ben Cartwright (19 épisodes)
- 2003 : For the People (en) : Ted Hartford (saison 1, épisode 17)
- 2003 : Las Vegas : Sénateur William Percy 'Bill' Henderson (saison 1, épisode 2 : Incognito)
- 2004 : À la Maison-Blanche (The West Wing) : James Cook (saison 5, épisode 19 : Sujets de discussions)
- 2005 : New York, unité spéciale : Mark Dobbins (saison 6, épisode 11 : La fin de l'innocence)
- 2005 : Supernatural : Shérif Jake Devins (saison 1, épisode 3 : L'Esprit du lac)
- 2007-2008 : As the World Turns : Colonel Winston Mayer (31 épisodes)
- 2008 : Boston Justice (Boston Legal) : William Brewster (saison 4, épisode 16 : Nantucket)
- 2008 : Cold Case : Affaires classées : Elliot Glick '08 (saison 6, épisode 8 : De l'or dans la voix)
- 2010 : NCIS : Los Angeles : Man (2 épisodes)
- 2010 : Los Angeles, police judiciaire (Law and Order: Los Angeles) : Juge Royce (saison 1, épisode 3 : Plage privée)
- 2010-2011 : Memphis Beat : Tony Bellew (6 épisodes)
- 2011 : Mentalist (The Mentalist) : Philip Carmichael (saison 4, épisode 6 : Chasse au témoin)
- 2014 : Castle : Evan Potter (saison 6, épisode 17 : Lazare)
- 2014 : Growing Up Fisher : ? (saison 1, épisode 2)
- 2014 : NCIS : Enquêtes spéciales : Amiral Kendall (saison 11, épisode 23 : La Fille de l'amiral)

##### Téléfilms
- 1981 : Thin Ice de Paul Aaron : Jack
- 1987 : La Nuit de tous les courages (Night of Courage) de Elliot Silverstein : Paul Forrest
- 1992 : Citizen Cohn, le persécuteur de Frank Pierson : Neil Gallagher
- 1994 : MacShayne: The Final Roll of the Dice de E. W. Swackhamer : Franklin Carter
- 1994 : Moment of Truth: Cult Rescue de Chuck Bowman : Docteur Brian Allen
- 1994 : Un enfant en danger (en) (A Child's Cry for Help) de Sandor Stern : Donald Prescott
- 1995 : Pilotes de choix (The Tuskegee Airmen) de Robert Markowitz : Colonel Rogers
- 1995 : Danielle Steel: Un si grand amour (en) (No Greater Love) de Richard T. Heffron : Ben Jones
- 1995 : Never Say Never: The Deidre Hall Story de John Tiffin Patterson : Steve Sohmer
- 1997 : Erreur fatale (Stranger in My Home) de Farhad Mann (en) : Doug Martin
- 1997 : Five Desperate Hours de Dan Lerner : Jim Ballard
- 1998 : Atomic Dog (en) de Brian Trenchard-Smith : Brook Yates
- 1998 : Bad As I Wanna Be: The Dennis Rodman Story de Jean de Segonzac : Lonn Reisman
- 1998 : Labor of Love (en) de Karen Arthur : Gordon Connell
- 1999 : Passing Glory (en) de Steve James : Mike Malone Sr.
- 2000 : Growing Up Brady (en) de Richard Colla : Robert Reed
- 2001 : Les Femmes du clan Kennedy (Jackie, Ethel, Joan: The Women of Camelot) de Larry Shaw : John Fitzgerald Kennedy
- 2002 : Joe et Max (en) (Joe and Max) de Steve James : Jack Dempsey
- 2013 : Invasion Roswell de David Flores : David
- 2016 : A Father's Secret de R.D. Braunstein : Caswell Foxx

### Producteur
- 1991 : Les 100 Vies de Black Jack Savage (The 100 Lives of Black Jack Savage)

### Réalisateur
- 1986 : Le Juge et le Pilote (Hardcastle and McCormick) (saison 3, épisode 20)

### Scénariste
- 1986 : Le Juge et le Pilote (Hardcastle and McCormick) (saison 3, épisode 20)

## Jeux vidéo
- 2012 : The Darkness II : Muttley / voix additionnelles
- 2012 : Spec Ops: The Line : Officiers (voix)